# مدرسه آی‌اف‌پی
مدرسه آی‌اف‌پی (انگلیسی: IFP School) یک آموزشگاه مهندسی واقع در روی ملمزون، فرانسه است. این مدرسه در سال ۱۹۵۴ بنیان‌گذاری شده و بخشی از مرکز انرژی‌های نو آی‌اف‌پی، انجمن نفت فرانسه، یک مرکز پژوهشی و آموزشی فرانسه می‌باشد. این دانشگاه سالانه حدود ۶۰۰ فارغ‌التحصیل در ۲۰ مادهٔ آموزشی (۱۰ مورد در انگلیسی) دارد و کارکنان آن شامل ۴۰ استاد و ۳۵۰ آموزگار از صنعت می‌باشند.